# Sekargadung (Bugulkidul)
Sekargadung is een bestuurslaag in het regentschap Pasuruan van de provincie Oost-Java, Indonesië. Sekargadung telt 5716 inwoners (volkstelling 2010).